# Mysmenopsis ischnamigo
Espèce
Mysmenopsis ischnamigo est une espèce d'araignées aranéomorphes de la famille des Mysmenidae.

## Distribution
Cette espèce se rencontre au Panama, au Pérou et à la Trinité.

## Description
Le mâle holotype mesure 1,01 mm et la femelle paratype 1,06 mm.
Cette araignée est kleptoparasite, elle se rencontre sur la toile de Dipluridae.

## Publication originale
- Platnick & Shadab, 1978 : A review of the spider genus Mysmenopsis (Araneae, Mysmenidae). American Museum Novitates, no 2661, p. 1-22 (texte intégral).